# 埃里克·汤姆森
埃里克·湯姆森（英語：Erik Thomson，1967年4月27日—）是澳大利亞的一位演員，他出生在蘇格蘭，成長在澳大利亞。湯姆森已經結婚並有一子一女。